# Oxydoras kneri
El armado chancho (Oxydoras kneri) es una especie de peces de la familia Doradidae en el orden de los Siluriformes.

## Morfología
• Los machos pueden llegar alcanzar los 70 cm de longitud total y 9 kg de peso.

## Alimentación
Es omnívoro: come principalmente insectos, crustáceos, moluscos y otros invertebrados, y materia vegetal.

## Hábitat
Es un pez de agua dulce y de clima tropical.

## Distribución geográfica
Se encuentran en Sudamérica:  cuenca del río Paraná.